# ماثيو كوين
ماثيو كوين (بالإنجليزية: Mathew Quinn)‏ هو منافس ألعاب قوى جنوب أفريقي، ولد في 17 أبريل 1976 في هراري في زيمبابوي.

## وصلات خارجية
- ماثيو كوين على موقع الاتحاد الدولي لألعاب القوى (الإنجليزية)
- ماثيو كوين على موقع اللجنة الأولمبية الدولية (الإنجليزية)
- ماثيو كوين على موقع أوليمبيديا (الإنجليزية)
- ماثيو كوين على موقع اتحاد ألعاب الكومنولث (مؤرشف) (الإنجليزية)